# Оборона Севастополя и битва за Крым
Оборо́на Севасто́поля и би́тва за Крым — боевые действия советских и немецко-румынских войск в Крыму в ходе Великой Отечественной войны, происходившие с 30 октября 1941 года по 4 июля 1942.

## Предыстория

### Оборона Севастополя

#### Севастопольский оборонительный район (СОР)
Севастопольский оборонительный район — временное оперативное формирование (объединение) создано 4 ноября 1941 года из войск и сил Отдельной Приморской армии РККА, кораблей и авиации Черноморского флота ВМФ и формирований Севастопольской военно-морской базы (СВМБ). СОР включал четыре сектора обороны, в которых войска и силы ВС Союза ССР последовательно занимали передовой, главный и тыловой рубежи, а для обеспечения эвакуации населения Крыма, войск и сил — рубеж прикрытия. Оперативное формирование в действующей армии было в период с 4 ноября 1941 года по 4 июля 1942 года. Расформировано. Командующие СОР: генерал-майор И. Е. Петров (4—10 ноября 1941), вице-адмирал Ф. С. Октябрьский (ноябрь 1941 года — июнь 1942 года), генерал-майор П. Г. Новиков (июль 1942 года).
К СОР в этот период относились и сооружения СВМБ, которые к началу Великой Отечественной войны были одними из самых укреплённых мест в мире. Сооружения СВМБ включали десятки укреплённых орудийных позиций, минные поля и другое. Слабостью этой обороны было то, что она была направлена на защиту от нападения с моря и с воздуха, тогда как противник пришёл к Севастополю по суше. Сухопутные укрепления пришлось строить при крайнем напряжении сил в ограниченное время, а достраивать уже под огнём врага.
Береговая артиллерия Севастополя включала три дивизиона:
- 1-й отдельный артиллерийский дивизион (командир — майор К. В. Радовский):
  - Две бронебашенные батареи (ББ), или форта, вооружённые артиллерией крупного калибра. Форты ББ-30 (командир — капитан Г. А. Александер и ББ-35 (командир — капитан А. Я. Лещенко) были вооружены орудиями калибра 305 мм (по 4 орудия на каждой батарее);
  - полубашенная батарея № 10 (4 203-мм орудия);
  - открытая батарея № 54 (командир — лейтенант Заика И. И. 4 102-мм орудия);
- 2-й отдельный артиллерийский дивизион (командир — майор С. Т. Черномазов):
  - береговые батареи № 2 (4 100-мм орудия), № 8 (4 45-мм орудия), № 12 (4 152-мм орудия), № 13 (4 120-мм орудия), № 14 (4 152-мм орудия, перевооружённая на 3 130-мм орудия);
  - береговые батареи № 18 (4 152-мм орудия) и № 19 (4 152-мм орудия);
- отдельные подвижные батареи:
  - подвижная батарея № 724 (командир — капитан М. В. Спиридонов, 4 152-мм орудия);
  - подвижная батарея № 725 (командир — капитан Г. В. Ясинский, 4 152-мм орудия).

#### Военное производство в Севастополе
В осаждённом Севастополе было налажено промышленное и кустарное производство 82-мм батальонных миномётов БМ-37 и 50-мм ротных миномётов, а также опытных 6-зарядных 50-мм автоматических миномётов (с барабаном, как у револьвера) — его разработал конструкторский отдел (30 конструкторов). Весной 1942 года большинство из полутора тысяч миномётов в войсках Севастопольского оборонительного района (СОР) составляли 50-мм и 82-мм миномёты именно севастопольского производства. Всего было выпущено 930 82-мм миномётов, 1326 50-мм миномётов, а также производились мины для миномётов на ИТК № 7 и на Мехстройзаводе — 109 400 шт. 82-мм мин, 140 600 шт. 50-мм мин, 55 тыс. взрывателей. Но конвоями в Севастополь привозилось больше боеприпасов — за май-июнь 1942 г. в Севастополь было доставлено 81 163 шт. артиллерийских мин — 35 209 шт. для 50-мм, 42 082 шт. для 82-мм, 944 шт. для 107-мм и 8928 шт. для 120-мм миномётов.
Также был налажен выпуск различных видов боеприпасов (снарядов, мин заграждения, гранат), ремонт всех видов оружия и даже пяти действующих в СОР бронепоездов (постройка последнего из них — знаменитого бронепоезда «Железняков» — закончилась в Севастополе уже 4 ноября 1941 года). Оборонная продукция выпускалась на Севастопольском морском заводе № 201 (в кооперации с 54-м ремзаводом) и на заводе ГАРО (в кооперации с артелью «Молот»).
Судоремонтники и водолазы сумели снять четыре 130-мм орудия Б-13 и четыре 100-мм орудия с двух потопленных в 1941 году эсминцев «Совершенный» и «Быстрый», плюс 7 башенных орудий с лёгкого крейсера «Червона Украина» и установили их на новых батареях береговой обороны № 111—116 (Нахимовский мыс, Малахов курган, в районе Английского кладбища, на хуторе Дергачи, на ст. Мекензиевы горы, на Максимовой даче и на старой батарее № 19, частично вывезенной из Балаклавы в район балки совхоза № 10), которые были укомплектованы моряками с этих кораблей.
С началом войны были прекращены работы по созданию линкоров типа «Советский Союз» и в Северной бухте Севастополя осталась секция корпуса нового линкора (собрана для проверки прочности конструкции при торпедных взрывах). Прочность секции, а также её размеры (47 × 25 × 15 м) навели на мысль использовать её в качестве плавучей батареи. За 15 дней секцию отремонтировали, оснастили электростанцией, кубриками, погребами боеприпасов, вооружили и закамуфлировали под цвет моря. Первоначально на ней установили два 130-мм морских орудия, четыре 76,2-мм зенитных орудия, три 37-мм автоматические пушки, три 12,7-мм зенитных пулемёта ДШК и два зенитных прожектора со средствами наблюдения и связи. Позже 130-мм пушки были сняты и переданы на сушу, а зенитное вооружение усилено счетверённым 7,62-мм пулемётом. Экипаж батареи первоначально составлял 130 человек, которыми командовал старший лейтенант С. Я. Мошенский. 16 августа 1941 года плавбатарея была отбуксирована в море и поставлена на якоря в четырёх милях к северо-западу от Херсонесского маяка, в Казачьей бухте и там открыла огонь по немецким самолётам. С этого дня уникальная плавбатарея № 3 вошла в систему ПВО базы и города и своей эффективностью заслужила прозвище «Не тронь меня…».
Для продолжения производства миномётов и боеприпасов с усилением обстрелов и бомбёжек на южном берегу Северной бухты в районе Троицкой балки на глубине 60 метров, в штольнях недостроенного подземного объекта «Крот» (по плану его площадь должна была составить 30 тыс. м² на двух уровнях, разделённых 30 метрами породы, планировали построить два турбогенератора мощностью 25 МВт, с бункерами для хранения топлива, трансформаторными и насосными станциями, помещениями для персонала) к ноябрю 1941 года создали так называемый спецкомбинат №1, спецкомбинат использовал оборудование Севастопольского морского завода имени Серго Орджоникидзе № 201, а также других предприятий Севастополя, эвакуированных заводов из Симферополя (завод «Красный металлист») и Евпатории. Рабочие условия в нём были ужасными (сырость, нехватка воздуха), но профессиональные рабочие и наскоро обученные жители (школьники, студентки, домохозяйки — смотри фото) работали в нём по 12-16 часов в сутки, спецкомбинат проработал до ночи 28 июня 1942 года, до остановки последней электростанции, после чего рабочих из него вывели, а штольни подорвали.

#### Первый штурм
В советской историографии первым штурмом Севастополя принято считать попытки немецких войск с ходу захватить город в течение 30 октября — 21 ноября 1941 года. Карта боевых действий.
С 30 октября по 11 ноября велись бои на дальних подступах к Севастополю, со 2 ноября начались атаки внешнего рубежа обороны крепости. Сухопутных частей в городе не оставалось, защита осуществлялась силами морской пехоты Черноморского флота, береговыми батареями, отдельными (учебными, артиллерийскими, зенитными) подразделениями при огневой поддержке кораблей. Правда, и у немцев к городу вышли только передовые отряды. Одновременно в город отходили части рассеянных советских войск. Советская группировка насчитывала вначале около 20 тысяч человек.
В конце октября Ставка ВГК решила усилить гарнизон Севастополя силами Приморской армии (командующий — генерал-майор И. Е. Петров), до тех пор защищавшей Одессу. 16 октября оборона Одессы была прекращена и Приморская армия была морем переброшена в Севастополь. Силы подкрепления составили до 36 тысяч человек (по немецким данным — более 80 тысяч), около 500 орудий, 20 тысяч тонн боеприпасов, 10 танков Т-26 и другие виды вооружений и материалов. После этого без передышки некоторые части выдвигались навстречу противнику под Перекоп, куда прибыли к 23 октября 1941 года, но исход штурма перешейка переломить не смогли. В ходе контрударов и отступления кружным путём через Алушту, Ялту и приморское шоссе они частично потеряли личный состав и матчасть. Таким образом, к середине ноября гарнизон Севастополя насчитывал, — по советским данным, — около 50-55 тысяч человек.
9—10 ноября вермахту удалось полностью окружить город с суши, однако в течение ноября к своим пробивались силы арьергарда, в частности, части 184-й стрелковой дивизии, прикрывавшей отход 51-й армии.
11 ноября с подходом основной группировки 11-й армии вермахта завязались бои по всему периметру. В течение 10 дней наступавшим удалось незначительно вклиниться в передовую полосу обороны, после чего в сражении наступила пауза. 21 ноября, после обстрелов с береговых батарей, двух крейсеров и линкора «Парижская коммуна», вермахт прекратил штурм города.
Одним из факторов как отражения первого штурма Севастополя, так и его длительной последующей обороны, стало создание мощной артиллерийской группировки с эффективной системой управления ею, обеспечивающей своим огнём устойчивость в обороне стрелковых и кавалерийских войск. Особую значимость этому придаёт то, что к прорыву противника на дальние подступы к Севастополю такая группировка фактически отсутствовала (имелись лишь несколько береговых батарей для обороны от нападения с моря и зенитная артиллерия) и потому она была создана непосредственно в ходе боёв. Ведущая заслуги в этом принадлежит начальнику артиллерии Приморской армии полковнику (с 11.02.1942 — генерал-майор артиллерии) Н. К. Рыжи.
На конец штурма, по состоянию на 20 ноября 1941 года, гарнизон Севастополя, включая все морские и сухопутные воинские части, учреждения и штабы, насчитывал 62 337 человек (6 869 человек комначсостава, 9 688 младших командиров и специалистов, 45 780 красноармейцев и краснофлотцев).

#### Керченско-Феодосийская десантная операция
26 декабря 1941 года советское командование предприняло попытку стратегического наступления в Крыму. Силами двух армий 44-й и 51-й, при поддержке Черноморского флота и Азовской военной флотилии был высажен десант на Керченском полуострове и в Феодосии. Части 42-й армейского корпуса начали отход, 46-я дивизия утратила тяжёлое вооружение, однако Э. фон Манштейн перебросив часть сил из-под Севастополя сумел удержать фронт, а позднее и вернуть Феодосию. Несмотря на первоначальный успех, наступление советской армии было остановлено.
В конце января 1942 года на Керченском полуострове был образован Крымский фронт РККА. Повторные фронтальные атаки в марте — апреле 1942 года успеха не дали. Фронт стабилизировался к началу апреля на Ак-монайских позициях. Планировалось после подготовки развивать наступление для деблокады Севастополя. Самим фактом своего присутствия керченская группировка сковывала значительные силы 11-армии и давала Севастополю передышку. В этих условиях Э. фон Манштейн принял решение ударить по более сильному противнику, но при этом находящемуся на открытой местности. В ходе прорыва фронта и преследования, при массированном использовании авиации, в конце мая 1942 года противник разгромил основные силы Крымского фронта в ходе операции «Охота на дроф». После переброски освободившихся частей и отдыха, противник теперь мог начать решающий штурм Севастополя.

#### Тактический десант в Евпатории
5 января 1942 года Черноморский флот произвёл высадку десанта в порту Евпатории силами батальона морской пехоты (командир — капитан-лейтенант К. Г. Бузинов). Одновременно в городе вспыхнуло восстание, в котором участвовала часть населения города. На первом этапе операция шла успешно, румынский гарнизон силой до полка был выбит из города. Однако вскоре немцы подтянули резервы. В завязавшихся уличных боях противнику удалось одержать верх. 7 января бой в Евпатории был окончен. Силы десанта частично погибли в неравном бою, частично попали в плен.

#### Действия авиации

##### ВВС СССР
В начале войны был построен аэродром «Херсонесский маяк» прямо на мысе Херсонес (сохранилась схема аэродрома). Помимо зенитных дивизионов на суше со стороны Казачьей бухты аэродром прикрывала уникальная плавучая зенитная батарея № 3 по прозвищу «Не тронь меня!», которая сбила 22 самолёта противника за 9 месяцев, но к 19 июня у неё практически не осталось снарядов.
Перед вторым штурмом Севастополя на мысе Херсонес все самолёты были укрыты в мощных бетонных капонирах. Но на аэродроме в ходе последнего штурма разорвалось около 13 тысяч артиллерийских снарядов и почти 2500 авиабомб, уничтоживших 30 и повредивших 36 самолётов.
Недостаток боеприпасов для зенитной артиллерии, отсутствие достаточного количества истребительной авиации и, главное, — полное превосходство противника в воздухе катастрофическим образом сказалось на обороне Севастополя во время третьего штурма города. Были проблемы и с авиационным бензином, особенно, когда с середины июня 1942 его пришлось возить подводными лодками — к 15 июня оставалось авиабензина марки Б-78 на пять суток боёв, Б-74 — на шесть, а бензина Б-70, расходуемого как самолётами, так и автомобилями, всего на два дня.
Хроника действий ВВС и Херсонесского аэродрома в дни последнего штурма:
- 29 июня авиация СОР последний раз вылетала на штурмовку противника с Херсонесского аэродрома: два ИЛ-2 и три И-16.
- С 22 июня и по 30 июня специальная московская авиагруппа начала выполнять грузовые рейсы самолётами Ли-2 или ПС-84 «Дуглас» на Херсонесский аэродром (по 12-15 самолётов или 18-25 тонн груза в сутки). Так ночью 30 июня эта группа доставила в СОР 25 тонн боезапаса и 1,6 тонны продовольствия, а вывезла 7 раненых, 179 человек командного состава и 5 тонн груза. Один ПС-85 был задержан (спрятан в капонире) для эвакуации начсостава.
- 30 июня ночью авиация ЧФ со стороны Кавказа выполнила только 22 самолёта-вылета на бомбёжку противника у Севастополя и 4 у Ялты.
- 30 июня ночью три самолёта У-2 с Херсонесского аэродрома вылетали на сброс продуктов партизанам в Крымских горах.
- 30 июня были по приказу уничтожены (сброшены в море у мыса Фиолент) два радара ПВО типа РУС-2. ПВО прекратило свою оперативную службу.
- 30 июня вечером все исправные самолёты (6 ЯК-1, 7 ИЛ-2, 1 И-15бис, 2 И-153, 1 ЛаГГ-3) улетели с Херсонесского аэродрома на аэродром Анапа. Остальные самолёты были разобраны или сожжены.
- 1 июля ночью на аэродром прибыли 13 из 16 вылетевших из Краснодара транспортных самолётов ПС-84 и привезли 23,6 тонны боеприпасов, 1,2 тонны продовольствия. Вывезли 49 раненных и 183 командира с 350 кг секретных документов, комендант Херсонесского аэродрома майор Попов самоустранился от командования и улетел первым же самолётом. Беспорядок при посадке в самолёты привёл к тому, что многие из назначенных не смогли эвакуироваться. Тогда же по приказу ставки на 14-м самолёте ПС-84 (стоявшем в отдельном капонире за ночь до этого) улетел адмирал Октябрьский[35].
- 1 июля к Севастополю летали гидросамолёты ЧФ: «Чайка», ГСТ-9 и десять МБР-2. Они вывезли из бухты Казачьей около 56 человек (в основном раненых).
- 1 июля ночью авиация ВВС со стороны Кавказа выполнила 17 бомбовых самолётовылетов по целям у Севастополя. В ту же ночь авиация ЧФ со стороны Кавказа выполнила 32 самолётовылета по целям у Севастополя.
- 2 июля в 5 утра лётчику Королёву удалось улететь с Херсонесского аэродрома на самолёте УТ-1. Прилетев в Новороссийск, он доложил о состоянии фронта в Севастополе: «… линия боевого соприкосновения проходит на левом фланге от бухты Камышовой, а на правом — на подступах к 35-й батарее. … Сгорело три самолёта Як, три самолёта У-2, и один ПС-84…».

13 июня 1942 г.

По сообщению Особого отдела НКВД Приморской армии, продви-
жение противника, благодаря преимуществу в авиации, на переднем крае
продолжается. Воздействовать нечем, отсутствуют зенитные боеприпасы.
Авиация фронта могла бы действовать с наших аэродромов. Командо-
вание нерешительно ставит вопрос перед фронтом, боясь, как бы ни ис-
толковали беспомощностью. За три дня убито 752 человека, ранено 1770,
особенно большие потери понесла 79-я бригада и 172-я сд, в которых
осталось 30–35% личного состава.
Нашей зенитной артиллерией и истребительной авиацией 7–8 июня
сбито 37 самолётов противника, из них подбито 9.

(Шифртелеграмма № 153 от 10 июня 1942 г. (вх. № 13208), [под-
линник]подписал Королев). […]

Оперуполномоченный 6-го отделения
9-го отдела Управления ОО НКВД
батальонный комиссар Беляев

Архив УФСБ России по Саратовской обл. Ф. 14. Оп. 4. Д. 550. Л. 9. Подлинник.
13 июня 1942 г.

Начальник Особого отдела НКВД Черноморского флота т. Ермолаев
шифртелеграммой № 1475 от 11 июня 1942 г. (вх. № 13326) донёс, что
10 июня с.г. противник от ст. Мекензиевы Горы продвинулся вперёд на
450–500 м, заняв кордон Мекензия номер один.
Главным ударом на Сухарную балку, по данным разведки, сосре-
доточил до 20 танков и 5 стрелковых дивизий. Продолжаются мощные
артудары, действия авиации, в Главной базе – 187 [налётов], сброшено
520 бомб, на фронте – 359 [налётов], сброшено бомб – 1000. Резко сни-
зился зенитный огонь, имеется боевой запас [на] 15-20 минут боя. Срочно
требует боевой запас к 76- и 85-мм пушкам. […]
ОО Приморской армии изменников Родине и за дезертирство аре-
стовано 10 человек. Расстреляно постановлением ОО – 19. Задержано
812 военнослужащих, все направлены в свои части.

Оперуполномоченный 6-го отделения
9-го отдела Управления ОО НКВД
батальонный комиссар Беляев
14 июня 1942 г.
Начальник Особого отдела НКВД Черноморского флота т. Ермо-
лаев шифртелеграммой № 1470 от 10 июня 1942 г. (вх. № 13181) донёс,
что сегодня в 7 час. противник, начав наступление, занял высоты 42,7
и 43,5. Высота 43,5 находится в 2,5–3 км от Северной бухты. Наши
войска 9 июня оставили ст. Мекензиевы Горы, севернее ведут бои.
В 9 час. 15 мин. авиацией противника потоплен транспорт «Абхазия»,
прибывший в Главную базу ночью. Выгрузить с транспорта успели только
54 т боезапасов. В 13 час. вражеской авиацией разбомблён и потоплен
эсминец «Свободный», прибывший в Главную базу вместе с «Абхазией».

Оперуполномоченный 6-го отделения
9-го отдела Управления ОО НКВД
батальонный комиссар Беляев

Архив УФСБ России по Саратовской обл. Ф. 14. Оп. 4. Д. 550. Л. 8. Подлинник.

17 июня 1942 г.

Начальник Особого отдела НКВД Черноморского флота т. Ермолаев
шифртелеграммой № 1585 от 14 июня 1942 г. (вх. № 13616) донёс, что
13 июня с.г. в первой половине дня противник атаковал наши позиции на
Балаклавском направлении, на стыке 3-го и 4-го секторов, и от селения
Мекензиевы Горы и берегу Северной бухты, задержан у Сухарной Балки.
Все атаки отбиты с незначительным отходом наших частей. В течение
дня 24 орудия 76 мм нашей зенитной артиллерии огонь не вели из-за
полного отсутствия снарядов. Утром в 4 час. вражеской авиацией пото-
плен прибывший в Главную базу транспорт «Грузия» с боевым запасом.
В 11 час. 50 мин. в районе мыса Фиолент потоплены быстроходный траль-
щик № 2738 и катер «МО-92». В результате этого напряжённое положение
с боевым запасом. На месте приняты меры к разгрузке затонувшего бо-
евого запаса и усилению доставки боевыми кораблями. […]

Оперуполномоченный 6-го отделения
9-го отдела Управления ОО НКВД
батальонный комиссар Беляев

Архив УФСБ России по Саратовской обл. Ф. 14. Оп. 4. Д. 550. Л. 15-16. Подлинник.

19 июня 1942 г.

Начальник Особого отдела НКВД Черноморского флота т. Ермо-
лаев шифртелеграммой № 1492 от 16 июня 1942 г. (вх. № 13786) донёс,
что в последние дни авиация противника, господствуя в воздухе, при
недостатке боезапаса зенитного огня батарей Главной базы в Севасто-
поле, потопила один эсминец, один тральщик, один катер-охотник и
два лучших транспорта, гружёных боеприпасами и войсками. Несмотря
на прямую угрозу транспортам, которых осталось единицы, командование
флотом для доставки продовольствия, боеприпасов войскам настаивает
на прибытии в Севастополь транспортов «Белосток», «Березина»,
в то время как боевые корабли, особенно крейсера, лидеры, используются
в Севастополе не в полной мере.
Считаю высылку транспортов большим риском, прошу вашего соот-
ветствующего вмешательства. Резко снизился зенитный огонь, имеется
боевой запас [на] 15-20 мин. боя.

Оперуполномоченный 6-го отделения
9-го отдела Управления ОО НКВД
батальонный комиссар Беляев

Архив УФСБ России по Саратовской обл. Ф. 14. Оп. 4. Д. 550. Л. 18. Подлинник.

26 июня 1942 г.

Начальник Особого отдела НКВД Черноморского флота т. Ермо-
лаев шифртелеграммой № 1518 от 22 июня 1942 г. (вх. № 14471) до-
нёс: 21 июня с.г. противник на Южном участке вёл атаки на Кадыковку,
все атаки отбиты.
На юго-восточном участке противник наступает силой одной пехот-
ной дивизии и большой группой танков. К исходу дня занял Федюхины
высоты, создавая угрозу – отрезать 3 сектор обороны. Северная сто-
рона в основном занята противником, бухта Матюшенко, Нордовый
берег Северной бухты в его руках. Заняв Учкуевку, немцы расстреляли
27 женщин и детей, укрывшихся в расщелинах.
Маршевое пополнение идёт слабо, за 2 дня поступило до 700 чело-
век. Доставка боезапаса не покрывает дневного расхода. Севастополь
имеет до 35 000 мин при ежедневном расходе 5000. Отсутствуют основные
дополнительные заряды и взрыватели 82 мм и 50 мм. Активные действия
авиации противника в течение всего времени действуют на моральное
состояние войск. Отмечаются случаи апатии. […]

Оперуполномоченный 6-го отделения
9-го отдела Управления ОО НКВД
батальонный комиссар Беляев

Архив УФСБ России по Саратовской обл. Ф. 14. Оп. 4. Д. 550. Л. 33. Подлинник.
30 июня 1942 г.

Начальник Особого отдела НКВД Черноморск[ого] флота
т. Ермолаев шифртелеграммой № 1537 от 29 июня 1942 г. донёс, что
28 июня на восточном участке велись ожесточённые бои, все атаки
отбиты. Наши части удерживают прежние рубежи. На линию фронта
и базы авиация противника совершила 765 самолётовылетов, сбро-
шено около четырёх тысяч бомб.

Ст. оперуполномоченный 9-го отдела
Управления ОО НКВД
лейтенант госбезопасности Соловьев
5 июля 1942 г.
3 июля 1942 г. [шифртелеграммой] № 349 начальник Особого отдела
НКВД Черноморского флота Ермолаев сообщил, что в результате налёта
вражеской авиации в порту Новороссийск потоплены: лидер «Ташкент»,
эсминец «Бдительный», плавбаза торпедных катеров «Украина»,
буксир «Черномор».
Повреждён прямым попаданием одной бомбы крейсер «Коминтерн»
и недостроенный транспорт «Пролетарий». Имеются жертвы.

Ст. оперуполномоченный 9-го отдела
Управления ОО НКВД
лейтенант госбезопасности Соловьев

Архив УФСБ России по Саратовской обл. Ф. 14. Оп. 4. Д. 550. Л. 42. Подлинник.
— Из справок 9-го отдела УОО НКВД СССР по донесениям особых отделов Северо-Кавказского фронта, Черноморского флота и Приморской армии об обороне Севастополя

##### Люфтваффе
Действия группы армий «Юг» поддерживал 4-й флот люфтваффе, в начале вторжения в СССР состоявший из двух авиакорпусов — IV и V, общим числом около 750 самолётов всех видов. Зимой 1941 года V авиакорпус из состава флота был переведён на средиземноморский театр. В начале мая 1942 года для поддержки наступления против керченской группировки советских войск в Крым был переброшен VIII авиакорпус люфтваффе под командованием В. фон Рихтгофена, специально предназначенный для поддержки важных наземных операций (См. Операция «Охота на дроф»). После завершения боёв на Керченском полуострове VIII корпус был переброшен под Севастополь. С началом активного наступления, Севастополь подвергался массированным авиаударам: в среднем самолёты люфтваффе совершали 600 боевых вылетов в день. Было сброшено около 2,5 тыс. тонн фугасных бомб, в том числе крупных калибров — до 1000 кг.
Благодаря господству в воздухе, немецкая авиация смогла также нанести значительный урон Черноморскому флоту и перевозкам по морю:
1941
- 2 ноября повреждён и выведен из строя на месяц крейсер «Ворошилов».
- 7 ноября потоплен транспорт «Армения», имевший на борту более 5 тыс. пассажиров, эвакуируемых из Севастополя и Ялты.
- 12 ноября в гавани Севастополя пикировщиками Ju-87 был потоплен крейсер «Червона Украина»[40], повреждены эсминцы «Совершенный»[41] и «Беспощадный»[42].

1942
- 4 января в порту Феодосии Ju-87 из состава StG77 сильно повредили крейсер «Красный Кавказ».
- 21 марта в Южной бухте Севастополя авиацией потоплен пароход «Георгий Димитров»[43].
- 13 июня 1942 года на подходе к Севастополю потоплен транспорт «Грузия»[44].
- 27 июня во время перехода из Севастополя в Новороссийск был атакован лидер эсминцев «Ташкент» На корабль было сброшено свыше 300 бомб. Дойти до гавани Новороссийска удалось на буксире.
- 2 июля: массированный налёт на Новороссийскую бухту. Потоплены лидер «Ташкент», эсминец «Бдительный», санитарный транспорт «Украина» и другие суда. Начавшемся пожаром были уничтожены портовые сооружения.

Потеря советскими ВВС аэродромов, потери самолётов и лётного состава позволили вермахту применять тяжёлые осадные орудия, такие, как мортиры типа «Карл», 807-мм орудие Дора.
Накануне решающего штурма бомбардировщики люфтваффе, не встречая никакого сопротивления советских ВВС, подвергли укрепления города бомбардировке с применением тяжёлых бомб SC1000, SC1800 и SC2500.

#### Второй штурм
Первоначально немецкое и румынское командование планировало начало штурма на 27 ноября 1941 года, однако из-за погодных условий и действий партизан к 17 ноября из строя вышло 50 % автогужевого транспорта и 4 паровоза из 5, имевшихся в распоряжении 11-й армии, вследствие чего штурм начался 17 декабря 1941 года. После массированной артиллерийской подготовки, немецкие и румынские части перешли в наступление в долине реки Бельбек и Камышловской балки. 22-я Нижнесаксонская пехотная и 132-я пехотная дивизии при поддержке 190-го дивизиона штурмовых орудий смогли прорваться в зону укреплений южнее долины, 50-я пехотная, 24-я пехотная немецкие дивизии и 5-я румынская бригада, понеся большие потери не смогли продвинуться дальше. Противник потеснил 388-ю стрелковую дивизию. Доставленные морем 23-24 декабря советские 345-я стрелковая дивизия, 81-й отдельный танковый батальон и 125-й отдельный танковый батальон на танках Т-26 были брошены на угрожаемый участок на Мекензиевых горах.
После высадки советского десанта в Феодосии немецкое командование было вынуждено перебросить 170-ю пехотную дивизию на Керченский полуостров, вместе с тем остальные части продолжали штурм крепости. Немецкие войска смогли приблизиться к форту «Сталин». Однако к 30 декабря наступательные возможности 11-й армии иссякли. По словам Манштейна, отвод немецких частей на исходные рубежи являлся его инициативой, советская историография утверждает, что немецкие войска были выбиты рядом контрударов. Карта боевых действий.

#### Последний штурм, операция «Лов осетра»
Хотя до уничтожения Крымского фронта в середине мая 1942 года активные действия в кольце осады затихли, немецкая сторона провела ряд важных подготовительных действий: была перешита железнодорожная колея, доставлена артиллерия большой мощности, оборудованы её позиции. Была построена на всём протяжении Манштейновская рокадная дорога для связи центрального и юго-восточного участков кольца осады. Был создан запас боеприпасов. Доставлены и развёрнуты на маршрутах подвоза немецкие и итальянские торпедные катера. Было доведено до абсолютного господство в воздухе. Оборона Севастополя с суши опиралась на серию крупных долговременных сооружений (артиллерийских фортов). Для разрушения фортов немцы применили осадную артиллерию крупных калибров. Всего на периметре в 22 км было расположено свыше 200 батарей тяжёлой артиллерии. Большинство батарей состояло из обычной полевой артиллерии крупных калибров, включая тяжёлые гаубицы 210 мм, и тяжёлые гаубицы 300 и 350 мм, сохранившиеся со времён Первой мировой войны. Были также применены сверхтяжёлые осадные орудия:
- гаубица Gamma Mörser — 420 мм[53];
- 2 самоходных мортиры Karl — 600 мм[54].

Под Севастополем единственный раз было использовано сверхтяжёлое 800-мм орудие «Дора». Орудие общей массой более 1000 тонн было тайно доставлено из Германии и размещено в специальном укрытии, вырубленном в скальном массиве в районе Бахчисарая. Орудие вступило в строй в начале июня и выпустило, в общей сложности, пятьдесят три 7-тонных снаряда. Огонь «Доры» был направлен против фортов ББ-30, ББ-35, а также подземных складов боеприпасов, расположенных в скальных массивах. Как выяснилось позднее, один из снарядов пробил скальный массив толщиной 30 м. Против менее укреплённых ДОТов и ДЗОТов широко применялись зенитные 88-мм орудия и скорострельные зенитные орудия 20-мм и 37-мм, ведшие огонь прямой наводкой.
Для летнего штурма немецкое командование в составе 11-й армии использовало силы семи корпусов:
- 54-й армейский: 22-я, 24-я, 50-я, 132-я пехотные дивизии;
- 30-й армейский: 72-я, 170-я пехотные, 28-я лёгкая дивизии;
- 42-й армейский: 46-я пехотная, моторизованная бригада К. фон Гроддека;
- 7-й румынский, генерал Ф. Митрэнеску: 10-я, 19-я пехотная, 8-я кавалерийская бригада;
- Румынский горный: 1-я горная, 18-я пехотная дивизии, 4-я горная дивизия;
- 8-й авиационный корпус[58].

42-й армейский и 7-й румынский корпуса располагались на Керченском полуострове, их части предполагалось использовать для замены дивизий, которые понесут наибольшие потери. 46-я пехотная и 4-я горная дивизии во второй фазе штурма заменили 132-ю и 24-ю дивизии. Предвидя большие потери, командование 11-й армии затребовало дополнительно три пехотных полка, которые были использованы в последней стадии сражения. Для проведения наземных боёв использовались несколько зенитно-артиллерийских полков 8-го авиационного корпуса. В распоряжении армии находились также 300-й отдельный танковый батальон, три дивизиона самоходных установок, 208 батарей орудий (не считая зенитных) в том числе 93 батареи тяжёлых и сверхтяжёлых орудий. Оценивая мощь артиллерии, Манштейн говорил: «В целом во Второй Мировой войне немцы никогда не достигали такого массированного применения артиллерии». Сравнивая силы сторон в живой силе, он дважды утверждает, что количественно немецко-румынская армия и советский гарнизон были равны.
В книге «Утерянные Победы» приводятся сведения, имевшиеся в распоряжении штаба 11-й армии о советских силах, находящихся в Севастополе: Штаб Приморской армии, 2-я кавалерийская, 95-я, 172-я, 345-я, 386-я, 388-я стрелковые дивизии, 40-я кавалерийская дивизия, 7-я, 8-я, 79-я бригады морской пехоты. По мнению Манштейна, 7 советских дивизий и 3 бригады «по меньшей мере равны» 13 дивизиям, авиационному корпусу и 3 бригадам (не считая отдельных пехотных и артиллерийских полков, и многочисленных частей, входивших в каждое из 6 корпусных управлений).

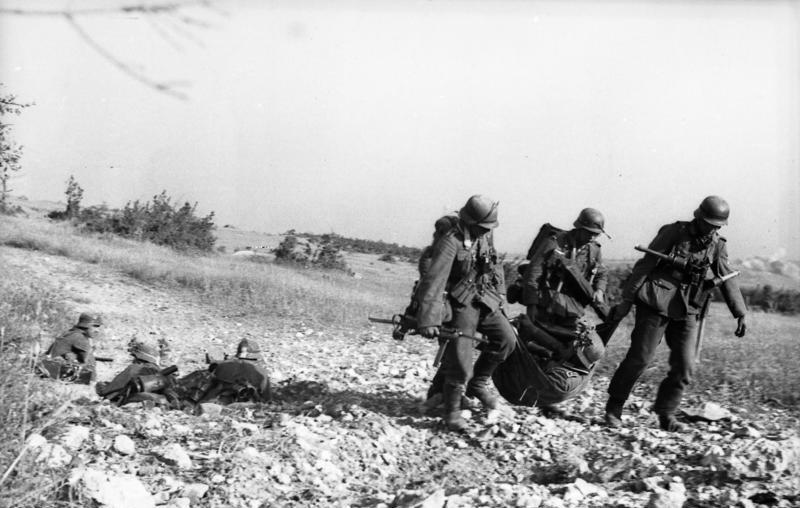
Бой за Севастополь в Крыму, вынос раненного 22 июля 1942

Штурм начался 7 июня. Упорная борьба и контратаки защитников продолжались более недели. В атакующих немецких ротах осталось в среднем по 25 человек. Карта боевых действий (до утра 30 июня).
- 2 июня на подходе к Севастополю потоплен танкер «Михаил Громов»[67] в охранении двух БТЩ и четырёх СКА[68].
- 8 июня были потоплены корабли — гидрографическое судно и эсминец «Совершенный» (ранее подорвался на минном заграждении).
- 10 июня были потоплены корабли — транспорт «Абхазия» и эсминец «Свободный» (см. фото[69][70]).
- 13 июня были потоплены корабли — транспорт «Грузия» (при подходе к Минной пристани[71]), ТЩ-27, СКА-092.

Перелом наступил 17 июня: на южном участке атакующие заняли позицию, известную как «орлиное гнездо» и вышли к подножию Сапун-горы.
На северном участке 17 июня был захвачен форт «Сталин» и подножие Мекензиевых высот. В этот день пало ещё несколько фортов, включая батарею ББ-30 (как её называли немцы, форт «Максим Горький-1»).
За 18-23 июня, несмотря на перевод на северный участок свежего пополнения (прибывшего 12-13 июня на крейсере «Молотов» и эсминцах) в 2600 человек, все советские войска выше Северной бухты либо были уничтожены, либо сдались после израсходования всех боеприпасов, либо продолжали отбиваться в изолированных укреплениях и укрытиях (типа Константиновского форта, который последние защитники покинули вплавь утром 24 июня).
- 18 июня были повреждены (и авиацией, и артиллерией) корабли со снабжением, включая лидер «Харьков», а крейсер «Коминтерн»[73] отказался входить в бухту. Ночью санитарный транспорт «Белосток» (используя свой ход в 14 узлов) последним из транспортных судов вошёл в Северную бухту и отшвартовался у холодильника. На утро из-за артобстрела вынужден прервать разгрузку и с двумя пробоинами ниже ватерлинии вышел в море, имея на борту около 400 раненых и менее 100 эвакуируемых. В 2 часа ночи 19 июня южнее мыса Фиолент был потоплен вражескими ТКА[74].

С этого момента немецкая артиллерия могла обстреливать Северную бухту, и подвоз подкреплений и боеприпасов в нужном объёме стал невозможен. Снабжение стало осуществляться скоростными лидерами (лидер «Ташкент» последний раз прибыл в Севастополь ночью 26-27 июня с пополнением и боеприпасами, вывез из города более 2.100 человек и фрагменты знаменитой панорамы, при этом подвергся непрерывным атакам 90 самолётов с 5 по 9 утра, получил серьёзные повреждения и потерял ход около Тамани — отбуксирован в Новороссийск) и мелкими быстроходными кораблями (типа БТЩ и СКА), подводными лодками в бухты Карантинная, Стрелецкая, Камышовая и мыс Херсонес.
Однако внутреннее кольцо обороны ещё сохранилось, инженерные укрепления Севастополя были велики и их лобовой штурм не предвещал немцам ничего хорошего.
27 июня вся зенитная артиллерия СОР (кроме Херсонеского аэродрома) осталась без боеприпасов, натиск вражеской авиации усилился многократно — даже завезённые ночью боеприпасы было трудно доставить к линии фронта. Орудия без снарядов стали стягивать к районам от бухты Стрелецкой к бухте Казачьей (севернее мыса Херсонес).
Манштейн принял решение атаковать внутреннее кольцо не в лоб с юго-востока, а во фланг с севера, для чего предстояло переправиться через Северную бухту. Южный берег бухты был сильно укреплён, и десант представлялся практически невозможным, именно поэтому Манштейн решил сделать ставку на неожиданность. В ночь с 28 на 29 июня, в 2 часа ночи, без выделенной артиллерийской подготовки, передовые части 30-го корпуса на надувных лодках (см. фото) скрытно переправились через бухту под прикрытием дымовой завесы и внезапно атаковали в 4 местах (17 лодок и один катер были потоплены). Им удалось закрепиться только в районе Воловьей балки, потом выйти вверх, на Суздальскую гору и высадить ещё один десант в районе Килен-балки. К полудню посёлок Инкерман был утерян, склады боеприпасов в нём при отступлении были подорваны, заблокировав проход вдоль бухты по ж.д. Весь фронт сместился к западу от Килен-балки, по линии Камчатский редут — Редут Виктория.
Что касается подрыва складов боеприпасов в Инкермане, то этот эпизод обороны Севастополя является достаточно неоднозначным. По официальной советской версии, техник-интендант 2-го ранга Прокофий Саенко произвёл подрыв штолен Советской балки, где хранилось около 500 вагонов боезапаса, в результате чего под глыбами скал оказались сотни немецких солдат, не менее двух десятков танков, несколько орудий. С другой стороны, согласно воспоминаниям Манштейна, при этом взрыве якобы погибли тысяч раненых и беженцев, укрывавшихся в штольнях. В 1946 году на Нюрнбергском процессе Прокуратура СССР представила документ, в котором утверждалось, что в Инкермане в подвале одного из домов находился полевой лазарет санитарного батальона № 17. Часть раненых, которых не могли эвакуировать, попала в руки немцев. Немцы, напившись вина (лазарет находился в винном складе), сожгли лазарет вместе с ранеными. В брошюре С. Т. Кузьмина «Сроку давности не подлежит», опубликованной в 1985 году, утверждается, что немцы подожгли штольни, в результате чего в них погибло 3 тысячи гражданских лиц, а также раненых военнослужащих.
29 июня около 3 ночи немцы также попытались высадить десант на мысе Херсонес. 12 моторных шхун из Ялты были обнаружены у мыса Фиолент и 9 из них было потоплено 18-й береговой батареей, несмотря на демонстрацию ложного десанта торпедными катерами противника восточнее, у Георгиевского монастыря (с подрывом начинённого взрывчаткой катера у берега).
29 июня к 16-17 часам из-за недостатка боеприпасов прекратила огонь артиллерия СОР в районе гора Суздальская, хутор Дергачи, и в районе Сапун-гора (большая часть 386 сд сбежала оттуда из-за мощного обстрела ещё утром) — на ключевом участке второй линии обороны случился прорыв. К вечеру противник занял эти районы, втащил туда артиллерию и смог вести обстрел всего города. Это было ключевым моментом, так как с Сапун-горы простреливается весь район Севастополя и мыса Херсонес.
30 июня в береговой обороне осталось всего 5 батарей с небольшим запасом снарядов. Армия имела 1529 снарядов среднего калибра и немного противотанковых. Все тыловые подразделения армии и флота приступили к уничтожению запасов и средств, перевозка грузов была прекращена, грузовики стояли беспорядочно вдоль берегов Херсонесского полуострова, где и были затем уничтожены (см. фото).
Военные преступления победителей начались ещё до окончания сражения. Так, в подземных штольнях Инкерманского завода шампанских вин были залиты горючей смесью и подожжены помещения находившегося там госпиталя, при этом заживо сожжены свыше 3 000 раненых и укрывавшихся мирных жителей, включая женщин и детей. Был закидан гранатами и дымовыми шашками Троицкий тоннель (бывший местом укрытия бронепоезда «Железняков»), где находились около 360 раненых и около 400 укрывавшихся мирных жителей — все они погибли, большей частью задохнувшись в дыму.

#### Эвакуация
30 июня пал Малахов курган. К этому времени у защитников Севастополя стали заканчиваться боеприпасы, и командующий обороной вице-адмирал Октябрьский получил разрешение ставки ВГК на эвакуацию.
Эвакуация отдельных соединений продолжалась как минимум до 4 июля 1942 года. На состоявшемся 1 июля 1942 года совещании командования СОР был получен приказ Ставки ВК о эвакуации командующего приморской армией. Командующий Приморской армии генерал Петров был эвакуирован на подводной лодке Щ-209 вечером 1 июля. Командование оставшимся гарнизоном было возложено на командира 109-й стрелковой дивизии генерал-майора П. Г. Новикова, который командовал обороной и прикрытием эвакуации до 8 июля 1942 года. 9 июля 1942 года Новиков пытался эвакуироваться МО-112, однако столкнулся с 5 торпедными катерами противника и в ходе завязавшегося боя попал в плен.
Эвакуация высшего командования началась с помощью авиации. 13 самолётов ПС-84 вывезли на Кавказ 222 начальника и 49 раненых. Около 700 человек начальствующего состава были вывезены подводными лодками. Ещё несколько тысяч смогли уйти на лёгких плавсредствах Черноморского флота.
1 июля сопротивление защитников самого города прекратилось, в ночь на 2 июля была подорвана бронебашенная батарея № 35, на которой не осталось снарядов, но которая сражалась и на тот момент не была захвачена противником. Далее сопротивление было спонтанным, кроме мыса Херсонес и отдельных разрозненных очагов, в которых отдельные группы советских воинов продолжали сражаться вплоть до 9-12 июля. 81-й отдельный танковый батальон 2 июля в районе Казачьей бухты потерял в бою последние 4 машины. А последний танк Т-26 (с 15 снарядами) из 125-го отдельного танкового батальона (майор Ф. А. Чистобаев с политруком и 5 бойцами) вступил в последний бой 3 июля в районе Казачьей бухты.

Из справки начальника управления особых отделов НКВД СССР В. С. Абакумова от 1 июля 1942 г.:

«В беседе со мной […] командующий Черноморский флотом т. Октябрьский, находящийся в Новороссийске, о положении в Севастополе сообщил: […] в ночь с 30 июня на 1 июля противник ворвался в город и занял районы: вокзал, Исторический бульвар, Херсонесский аэродром и др. Оставшиеся бойцы дерутся героически, в плен не сдаются, при безвыходном положении уничтожают сами себя. […] Севастополя, как города, нет, разрушен»— ЦА ФСБ России. Ф. 14. Оп. 4. Д. 561. Л. 4
Остатки Приморской армии отошли на мыс Херсонес. Часть солдат и командиров сдалась после мощного артобстрела, бомбёжки и расчленения обороны между Казачьей бухтой и бронебашенной батареей № 35 в 14-15 часов 4 июля. Немецкий генерал Курт фон Типпельскирх, находившийся в это время на Дону, заявил о захвате на мысе Херсонес 100 тыс. пленных, 622 орудий, 26 танков и 141 самолёта. Манштейн, непосредственно командовавший 11-й армией, более осторожно сообщает о том, что на крайней оконечности полуострова было взято в плен 30 000 бойцов Красной Армии и около 10 000 в районе Балаклавы. По советским архивным данным число пленных не превышало 78 230 человек, а захвата авиационной техники вообще не было: остававшиеся в строю на момент 3-го штурма самолёты были частично передислоцированы на Кавказ, частично сброшены в море и затоплены. В период с 1 по 10 июля 1942 года из Севастополя всеми видами транспортных средств было вывезено 1726 человек, в основном, командно-политический состав армии и флота.
3 июля 1942 года Совинформбюро дало сводку о потере Севастополя:

Севастополь оставлен советскими войсками, но оборона Севастополя войдёт в историю Отечественной войны Советского Союза как одна из самых ярких её страниц.
— Сообщение советского информбюро от 3 июля 1942 года
Но оставшиеся в живых защитники Севастополя еще продолжали сражаться. Они укрывались на мысе Херсонес в казематах бронебашенной батареи №35 и пещерах. Каждую ночь группы бойцов шли на прорыв, надеясь пробиться к партизанам. Отдельные очаги сопротивления на мысе Херсонес сохранялись до 12 июля. 16 июля в районе мыса Фиолент вела бой зенитная батарея № 851. После артиллерийского обстрела на следующий день немцы пошли в очередную атаку и обнаружили всех защитников батареи погибшими.

## Потери сторон
Общие потери советских войск за весь период обороны Севастополя с 30 октября 1941 года по начало июля 1942 года составили 200 481 человек, из них безвозвратные потери — 156 880 человек, санитарные — 43 601 человек.
Оценка потерь, которые понесли немецкие войска, радикально отличается в зависимости от источника. По официальным советским данным, озвученным в сводке Совинформбюро от 04.07.1942, немцы за всё время боёв в Крыму 41-42 г. потеряли 300 тыс. солдат, при этом 150 тыс. из них были потерями непосредственно при штурме Севастополя. Современные российские авторы, как правило, придерживаются этих же данных, например Игорь Старчеус уточняет их: около 60 000 убитыми (в том числе до 6 000 человек при первом штурме, до 10 000 человек при втором штурме и до 30 000 человек при третьем штурме) и до 240 000 человек санитарных потерь. В западных источниках часто берётся за основу оценка американского писателя Роберта Форчика (не является историком, получив образование в области международных отношений и национальной безопасности), который оценивает потери во время штурма Севастополя в июне-июле 1942 года в 35866 человек убитыми и раненными.
В книге Г. И. Ванеева «Севастополь 1941—1942», который при этом ссылается на данные фондов Главного архива ВМФ, даётся несколько более подробное описание потерь немецких войск при штурме Севастополя 1942 года. 7-е июля — около 3000 человек, 11-е июля — около 4000, период с 17-го по 20-е июля около 4500 ежесуточно.
Также в издании «Хроника Великой Отечественной войны Советского Союза на Черноморском театре (вып. 2)» приводится телеграмма, отправленная И. В. Сталину 18 июня командующим Черноморским флотом Ф. С. Октябрьским и членом Военного совета Н. М. Кулаковым, в которой отмечалось, что севастопольский гарнизон понёс большие потери, которые исчисляются в 22 000 — 23 000 человек, при этом отмечается, что враг понес потери в три-четыре раза больше, но, имея абсолютный перевес в силах и господство в воздухе и в танках, продолжает сильное давление на гарнизон. Текст этой телеграммы полностью приведён также в книге Г. И. Ванеева «Севастополь 1941—1942».
Командующий 11-й армией Эрих Фон Манштейн в своей книге «Утерянные победы» подробно описывает ход штурма, но не приводит никаких цифр, при этом отмечая крайне ожесточённый ход боёв и большие потери в составах обеих сражающихся сторон.

Несмотря на эти с трудом завоеванные успехи, судьба наступления в эти дни, казалось, висела на волоске. Ещё не было никаких признаков ослабления воли противника к сопротивлению, а силы наших войск заметно уменьшались.— Эрих Фон Манштейн Утерянные Победы.
Таким образом фактические потери среди немецких войск до сих пор являются объектом дискуссии.

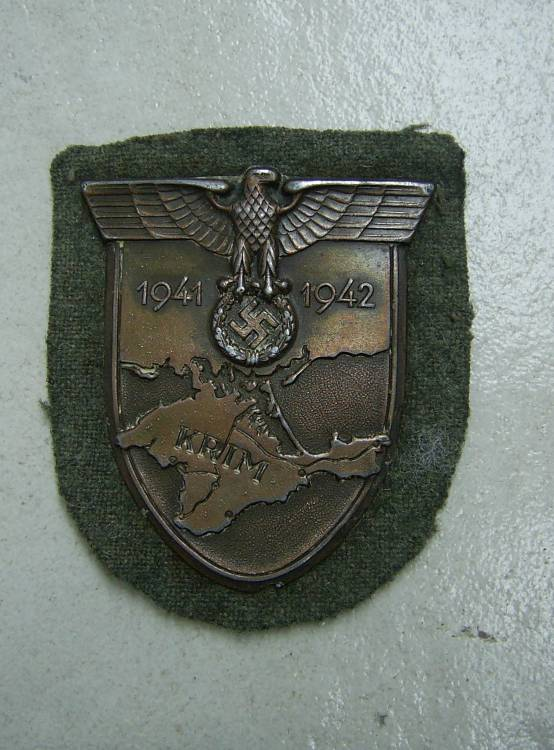
Немецкий нарукавный знак «Крымский щит»

За взятие Севастополя командующий 11-й армией Манштейн получил звание фельдмаршала, а весь личный состав армии — специальный нарукавный знак «Крымский щит».

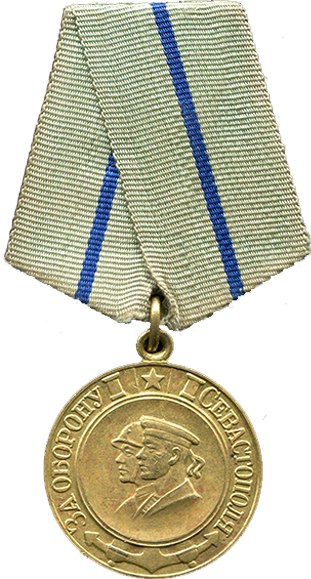
Медаль «За оборону Севастополя». Награждены 52 540 советских солдат и офицеров

## Результаты
Потеря Севастополя привела к ухудшению положения Красной Армии и позволила немецким войскам продолжить наступление к Волге и на Кавказ. Была потеряна более чем стотысячная группировка, располагавшаяся на стратегически важном участке фронта. Советская авиация более не могла угрожать румынским нефтяным промыслам в Плоешти, советский флот потерял возможность действовать на коммуникациях противника в северной и северо-западной части Чёрного моря. Помимо закалённых в боях бойцов Приморской армии, были потеряны квалифицированные кадры из числа жителей города-крепости.
По мнению Манштейна, после взятия Севастополя силы подчинённой ему армии следовало перебросить через Керченский пролив на Кубань, чтобы отрезать пути отхода Красной Армии, отступавшие перед группой армий «А» с нижнего Дона к Кавказу, или, по крайней мере, держать в резерве позади южного фланга, что возможно, предотвратило бы разгром немецких войск под Сталинградом. Немецкое командование, в разгар летнего наступления, было вынуждено дать частям 11-й армии и румынских корпусов отдых продолжительностью шесть недель, который был использован для получения пополнений. Сам Манштейн до 12 августа находился в отпуске в Румынии. Однако после его возвращения выяснилось, что из 13 дивизий, 3 бригад и 6 корпусных управлений, задействованных на Крымском полуострове, для дальнейших операций можно было использовать только 4 дивизии и 2 корпусные управления:
1. 7-й румынский корпус в составе 10-й и 19-й пехотных дивизий направлен в район Сталинграда;
2. штаб 46-го корпуса и 42-я дивизия переброшены на Тамань;
3. 72-я дивизия задействована в группе армий «Центр» (на второстепенном участке).

50-я немецкая дивизия, румынский горный корпус: 1-я и 4-я горные, 18-я пехотная дивизии, 8-я кавалерийская бригада были оставлены в Крыму; 22-я дивизия была отправлена на Крит, где и оставалась до конца войны (в боевых действиях в Северной Африке участия не принимала); штабы 54-го и 30-го корпусов, 24-я, 132-я, 170-я, 28-я лёгкая (горнострелковая) дивизия были отправлены под Ленинград. Как пишет Манштейн: «предстояло выяснить возможности для нанесения удара и составить план наступления на Ленинград».
В то же время, более чем восьмимесячная оборона Севастополя внесли неоценимый вклад в развитие боевых действий на южном участке советско-германского фронта. Во-первых, Севастополь приковал к себе на этот срок 11-ю германскую и 3-ю румынскую армию, которых вермахту остро не хватило особенно в сражениях конца осени — начала зимы 1941 года, в том числе для прорыва к Кавказу. Удержание Севастополя позволяло советскому Черноморскому флоту вести боевые операции практически по всему Чёрному морю.
Для того, чтобы сломить сопротивление защитников Севастополя в ходе третьего штурма, Германии пришлось израсходовать почти весь боезапас тяжелой и сверхтяжелой артиллерии, накопленный за несколько лет (после этого даже по блокированному Ленинграду эта артиллерия могла вести только изредка огонь одиночными выстрелами), а почти 2 200 стволов полевой артиллерии ввиду исчерпания запаса живучести из-под Севастополя были отправлены сразу на металлолом. Люфтваффе также в значительной части исчерпало свой запас авиабомб, что сказалось уже в летней кампании 1942 года.

## Причины падения Севастополя
Основными причинами падения Севастополя некоторые авторы считают:
1. Недостаток запаса артиллерийских снарядов к началу третьего штурма (снабжение «перетянул» на себя Крымский фронт на Керченском полуострове)
2. Почти полная блокада Севастополя с моря, не позволявшая подвозить боеприпасы. Для сравнения, в ноябре 1941 г. транспорты совершили 178 рейсов в Севастополь, в том числе 147 — с походным охранением. В декабре 1941 г. сделали 161 рейс, из них 147 — в охранении кораблей. А с января по июнь 1942 г. они совершили 174 рейса в Севастополь (с новыми индивидуальными маршрутами), то есть примерно столько, сколько за ноябрь 1941 г.
3. Полное превосходство противника в воздухе, препятствующее переброске боеприпасов и войск не только в СОР, и даже в самом СОР от берега к линиям обороны.
4. Поспешная эвакуация огромной части командного состава (и самоустранение ещё большой части начсостава от задач обороны ради собственной эвакуации), приведшее к почти полной потере управления войсками, отступлению с подготовленных позиций, панике, анархии и беспорядкам в районе аэродрома и пирсов 35-й батареи.

Про недостаток боеприпасов для артиллерии достаточно полно говорит статистика (данные 1995 года научной группы командующего флотом при музее КЧФ по историческому исследованию событий последних дней обороны Севастополя):
К апрелю 1942 года доставка боеприпасов в СОР сократилась в 4 раза — все ресурсы шли на поддержку Крымского фронта на Керченском полуострове. Всего за июнь 1942 года в Севастополь транспортные суда добрались только пять раз, крейсера, лидеры, эсминцы и другие корабли Черноморского флота 28 раз, подводные лодки совершили более полусотни переходов. Вместе с транспортной авиацией они доставили в Севастополь 23 500 человек пополнений и примерно 11,5 тысячи тонн грузов, в том числе 4,7 тысячи тонн боеприпасов.
7 июня, к началу третьего штурма СОР у защитников имелось артиллерийских снарядов:
- для крупного калибра — меньше 2,5 боекомплектов,
- для среднего калибра — меньше 3 боекомплектов,
- для мелкого калибра — меньше 6 боекомплектов,
- для миномётов — около 1 боекомплекта

(для сравнения — во время второго штурма Севастополя артиллерия СОР израсходовала около 4 боекомплектов снарядов).
В первые 10-12 дней третьего штурма Севастополя обороняющиеся расходовали около 580 тонн снарядов в сутки, нанося огромный урон атакующим. Потом расход резко снизился до 1/3 и затем до 1/4 этой нормы.
20 июня, одновременно прекратилась и доставка боеприпасов транспортными кораблями. Все боеприпасы поступали только мелкими партиями на небольших, быстроходных военных кораблях (базовые тральщики, сторожевые катера), подводных лодках и самолётах (ночью).
Доставлялось в сутки (согласно донесению маршала Будённого Василевскому) по: 250 тонн боеприпасов, 65 тонн бензина, 545 бойцов пополнения.
Нужно было: 300 тонн боеприпасов, 90 тонн бензина, 1000 бойцов пополнения.
28 июня доставлено (двумя тральщиками, тремя подлодками) 330 человек пополнения, 180 тонн боеприпасов, 35 тонн бензина. Вывезли 288 раненных.
29 июня (четырьмя подлодками) — 160 тонн боеприпасов, 81 тонна бензина. Затем доставка только самолётами (30 июня — 25 тонн. 1 июля — 23,6 тонн).
Замысел операции Манштейна «Лов осетра» (по-немецки Unternehmen «Störfang») состоял именно в блокаде СОР с моря (подлодками, минами, торпедными катерами и авиацией), разрушении инженерной обороны (не считаясь с огромными затратами боеприпасов), с постепенным захватом Севастополя и уничтожении Черноморского флота в ходе эвакуации гарнизона. Все задачи операции были выполнены кроме последней, так как Черноморский флот просто не пришёл эвакуировать жителей и защитников Севастополя. Главная задача вермахта сводилась к высвобождению 11-й армии из-под Севастополя для дальнейшего использования на направлениях главных ударов летней кампании 1942 года.

## Память

Часовня святого Георгия, Сапун-гора

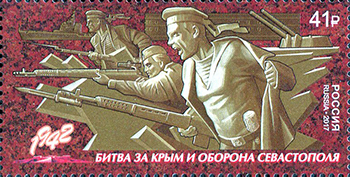
Почтовая марка России, 2017 год

К празднованию 50-летия победы на Сапун-горе была воздвигнута часовня святого Георгия, имеющая форму пули. На её возведение ушло ровно 77 дней, и 6 мая 1995 года часовня была освящена митрополитом Киевским и всея Украины Владимиром. Архитектором выступил Г. С. Григорьянц, ангел у креста выполнен по эскизам протоиерея Николая Доненко. Авторство иконы Георгия-победоносца принадлежит заслуженному художнику Украины Г. Я. Брусенцову, а мозаичный вариант (располагающийся над входом) изготовил художник В. К. Павлов.
В 2008 году на территории 35-й береговой батареи основан Музейный историко-мемориальный комплекс героическим защитникам Севастополя «35-я береговая батарея».
В 2017 году Почтой России была выпущена марка, посвященная обороне Севастополя и битве за Крым.

## В искусстве
- «Оборона Севастополя» — картина, художник Дейнека, Александр Александрович (1942).
- «Черноморцы» — документальный фильм (1942, ЦСДФ).
- «Битва за Севастополь» — документальный фильм (1944).
- «Малахов курган» — художественный фильм Александра Зархи и Иосифа Хейфица (1942).
- «Броненосец "Анюта"» - повесть Лазаря Лагина (1946).
- «Держись, старшина…» — рассказ Леонида Соболева (1948).
- «Плещут холодные волны» — роман Василия Кучера (1960).
- «Трое суток после бессмертия» — художественный фильм Владимира Довганя (1963).
- «Море в огне» — художественный фильм Леона Саакова (1970).
- «Следую своим курсом» — художественный фильм Вадима Лысенко (1974).
- «Оборона Севастополя» — роман-эпопея Евгения Белянкина (1996, 2004).
- «Чёрные бушлаты» — компьютерная игра, стратегия в реальном времени (2009).
- «Битва за Севастополь» — фильм режиссёра Сергея Мокрицкого (2015).
- «Воздух» — короткометражный художественный фильм по рассказу «Держись, старшина…» Леонида Соболева (2021)

## Фотоархив

Разрушенные башни батареи ББ-30 (30 батарея)
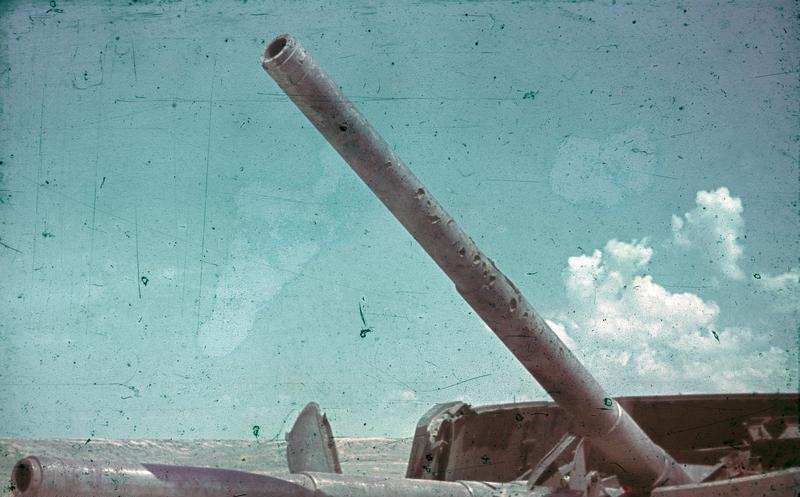
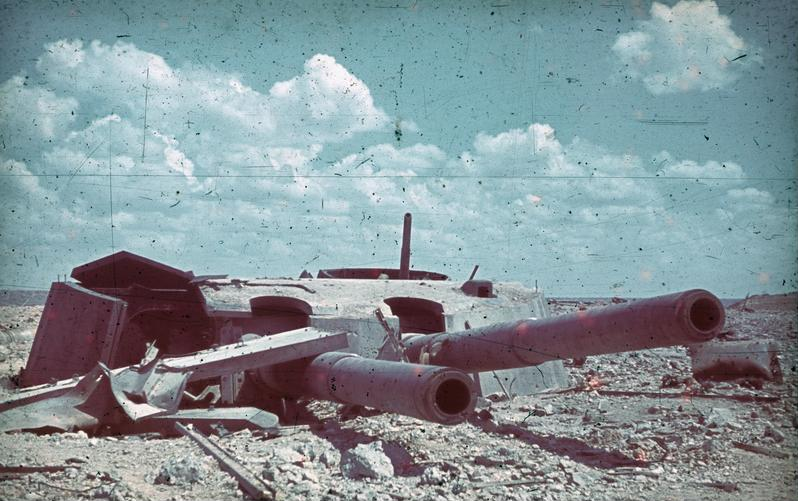
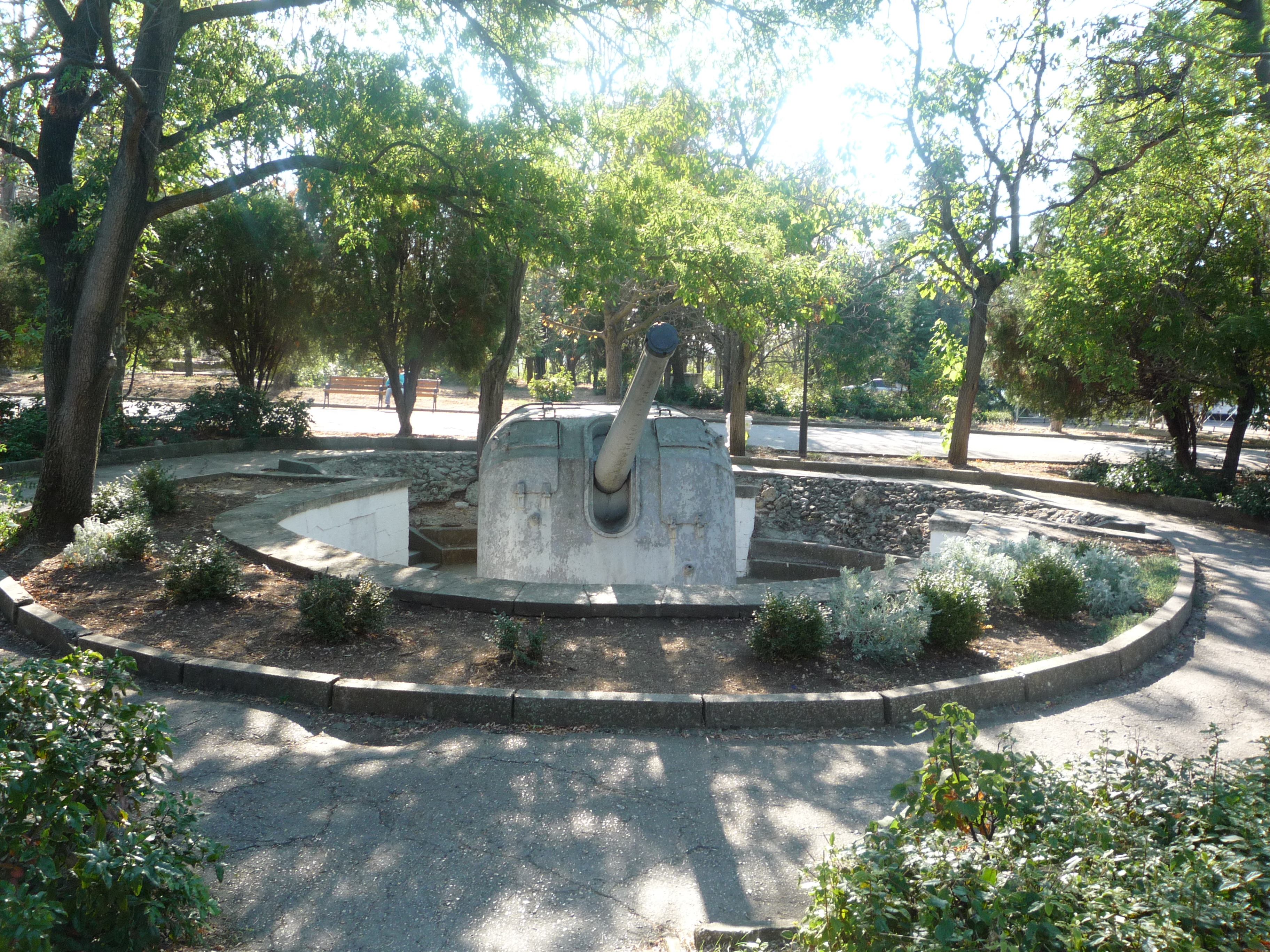
Артиллерийская батарея Малахова кургана

## Комментарии
1. ↑  Снят с должности 31 декабря 1941 года за невыполнение приказа
2. ↑  Западные историки не выделяют эти атаки в отдельную фазу битвы
3. ↑  Общая численность немецкой авиации на Восточном фронте к зиме 1941/42 годов сократилась до 1700 машин («Операции люфтваффе», с. 237).
4. ↑  Немцы дали собственные условные названия фортам и укрепленным позициям Севастополя. Среди этих названий были: «Сталин», «Молотов», «Максим Горький 1» и «Максим Горький 2», «Сибирь», «ЧК» и «ГПУ».